# Grieks-Cyprioten
Grieks-Cyprioten (Grieks: Ελληνοκύπριοι) zijn Cyprioten van Griekse etniciteit. Deze groep komt uit het zuiden van Cyprus. De meeste Grieks-Cyprioten zijn lid van de Cypriotisch-Orthodoxe Kerk, een autocefale Oosters-Orthodoxe Kerk en spreken Nieuwgrieks.
De Grieks-Cyprioten maken ongeveer 77% van de totale bevolking van het eiland uit. Zo'n 650.000 Grieks-Cyprioten wonen op Cyprus. Er is evenwel een belangrijke diaspora met 270.000 Grieks-Cyprioten in het Verenigd Koninkrijk, 80.000 in Griekenland, 50.000 in de Verenigde Staten, 20.000 in Australië en circa 35.000 Grieks-Cyprioten in Canada en 25.000 in Zuid-Afrika.

## Bekende Grieks-Cyprioten
- Stelios Haji-Ioannou, zakenman, oprichter van easyJet
- Peter Andre, zanger
- Lisa Andreas, zangeres
- Diam's, zanger, rapper
- Evridiki, zanger
- Alkinoos Ioannidis, zanger
- Stelios Konstantas, zanger
- George Michael, zanger
- Cat Stevens, zanger
- Anna Vissi, zangeres
- Lia Vissi, zangeres
- Dimitris Christofias, president van Cyprus (2008–heden)
- Charlie Crist, 44ste gouverneur van Florida (2007- )
- Glafkos Klerides, president (1993–2003)
- Markos Kyprianou, minister in Cyprus, Europees commissaris
- Makarios III, aartsbisschop, president (1960–1977)
- Tassos Papadopoulos, president (2003–2008)
- Marcos Baghdatis, tennisser
- Sotiris Kaiafas, voetballer
- Michalis Konstantinou, voetballer